# Callopistria formosissimalis
Callopistria formosissimalis là một loài bướm đêm trong họ Noctuidae.